# Mniszew

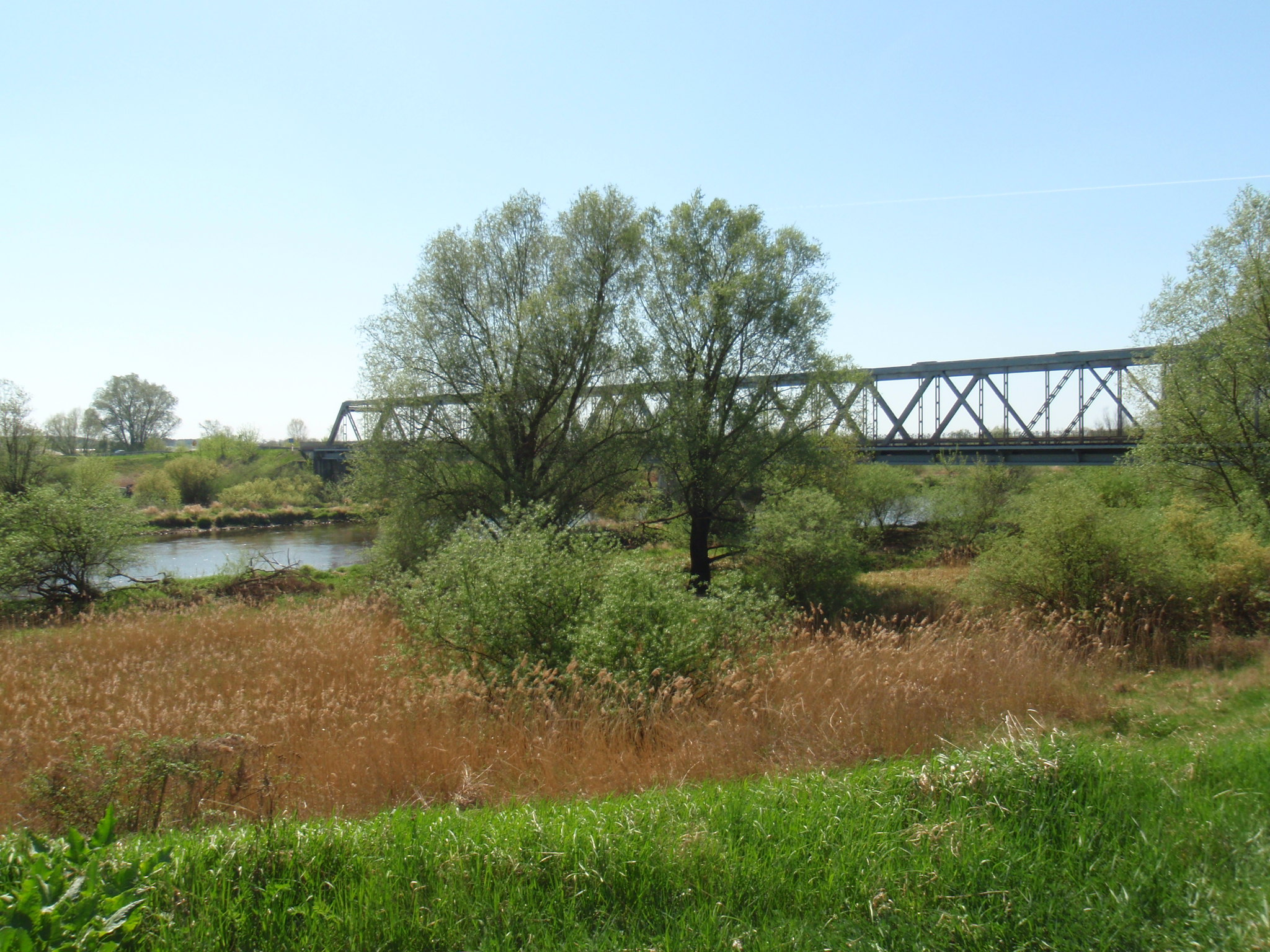
Most drogowy na Pilicy pomiędzy Mniszewem a Ostrówkiem

Mniszew – wieś sołecka (dawniej miasto) w Polsce położona w województwie mazowieckim, w powiecie kozienickim, w gminie Magnuszew.
Mniszew uzyskał lokację miejską w 1382 roku, zdegradowany przed 1807 rokiem. Mniszewo położone było w drugiej połowie XVI wieku w powiecie wareckim  ziemi czerskiej województwa mazowieckiego. W latach 1954–1961 wieś należała i była siedzibą władz gromady Mniszów, po jej zniesieniu w gromadzie Rozniszew. W latach 1975–1998 miejscowość administracyjnie należała do województwa radomskiego.
Wieś jest siedzibą rzymskokatolickiej parafii św. Rocha.

## Położenie
Miejscowość ta położona jest 14 km na północny wschód od Warki, przy ujściu Pilicy do Wisły. Położona na cyplu złożonym z kilku wydm opływanych przez Wisłę i jej starorzecze oraz Pilicę. Obecnie przy drodze krajowej nr 79 z Warszawy przez Górę Kalwarię do Kozienic i Sandomierza.

## Nazwa
W XII wieku Mniszew został nadany zakonowi norbertanek z krakowskiego Zwierzyńca, nazwa pochodzi od słowa łac. monachus lub monacha czyli mnich, mniszka.

## Historia
Okolica dzisiejszego Mniszewa zasiedlona był już w epoce brązu, o czym świadczy znaleziona tu na dnie Pilicy para naramienników z tego okresu.
W XII wieku wieś nadana klasztorowi norbertanek zwierzynieckich z Krakowa. Wymieniana w 1252 jako Mniszewo przez Bogufała II herbu Poraj, biskupa poznańskiego, w przywileju na dziesięcinę dla kościoła w Górze.
W 1382 roku książę mazowiecki Janusz I Starszy nadaje wsi prawo chełmińskie i uwalnia jej mieszkańców spod wyroków sądów książęcych, zrzekając się tych praw na rzecz Cibora, dziedzica Podola. Następni właściciele to Paweł zwany Kopaczem i Jakub Prusin, wójt czerski. W pierwszej połowie XV wieku wieś kupują Kiniccy herbu Prawdzic, z czasem przyjmującym nazwisko Mniszewskich. Na przełomie XVI i XVII wieku umiera ostatni z Mniszewskich - Adam Mniszewski, wojski warszawski, kasztelan liwski, starosta i kasztelan czerski, fundator murowanego kościoła w Mniszewie. Po jego śmierci własność Parysów herbu Prawdzic, pasierbów drugiej żony Mniszewskiego.
W 1642 dobra przechodzą na własność kanclerza wielkiego litewskiego księcia Albrychta Stanisława Radzwiłła, który umiera bezpotomnie, a dobra te w 1731 sprzedaje książę Mikołaj Radziwiłł braciom Franciszkowi Ferdynandowi i Antoniemu Benedyktowi Lubomirskim.
W 1656 po bitwie pod Kozienicami i pod Warką wojska Stefana Czarnieckiego w rejonie Mniszewa wycięto niedobitki 3000 francuskich muszkieterów oraz szwedzkiej rajtarii, na dowód czego znaleziono tu armatę z tego okresu.
W 1761 własność Franciszka Ferdynanda, który funduje tu drewniany kościół w 1768 w miejscu poprzedniego zniesionego przez powódź. Umiera bezpotomnie w 1774 i dobra przechodzą dla jego bratanka Jerzego Marcina Lubomirskiego. Ten zapisuje majątek swojej siostrze Magdalenie Agnieszce Lubomirskiej, późniejszej metresie króla Stanisława Augusta Poniatowskiego. Ta wzniosła w Mniszewie murowany pałac (spalony przez wojska rosyjskie w 1915), który był widownią intymnych spotkań władcy z jego kochanką.
W 1794 majątek dziedziczy generał Franciszek Sapieha. Miasto czerpało dochody głównie z handlu na Wiśle, jeszcze pod koniec XVIII wieku spływało tędy około 600 000 bali drzewnych rocznie. Po upadku insurekcji kościuszkowskiej w 1794 podupadające dobra tracą znaczenie.
W 1795 miejscowość znalazła się na granicy 2 zaborów: pruskiego i austriackiego. W 1797 miejscowość nabywają dwaj Niemcy - bracia Jan i Feliks Heryngowie, którzy w 1790 otrzymali szlachectwo i herb Wodanowski. Dobra nabywa doktor Wilhelm Malcz, a po jego śmierci w 1852 gospodaruje tu przez 3 lata wdowa po nim. Za jego czasów powstaje tu plantacja buraków cukrowych i cukrownia, jedna z pierwszych w Królestwie Polskim, także tartak, młyn i gorzelnia. W 1855 dobra nabywa Jan Babski, który w 1856 sprzedaje cukrownię Żydom Beniaminowi i Michałowi Kassamanom, a w 1862 nabywają oni dobra ziemskie.
Około 1925 Kassamani sprzedają ziemię dworską okolicznym chłopom, a sam folwark przestaje istnieć w wyniku parcelacji w 1945. Miejscowość ucierpiała w czasie I wojny światowej, w 1944 znalazła się na przyczółku warecko-magnuszewskim i wieś została całkowicie zniszczona.
Podczas okupacji hitlerowskiej, 22 grudnia 1941 roku Niemcy utworzyli getto dla żydowskich mieszkańców. Przebywało w nim około 300 Żydów. W sierpniu 1942 zostali wywiezieni do getta w Kozienicach a stamtąd do obozu zagłady Treblinka II i tam zamordowani.
W 1977 roku Mniszew został odznaczony Krzyżem Grunwaldu III klasy, za patriotyczną postawę miejscowego społeczeństwa w walce z hitlerowskim najeźdźcą, w tym też roku otwarto tu skansen bojowy m.in. z udziałem gen. Zygmunta Berlinga.

## Atrakcje turystyczne
Znajduje się tu m.in. Skansen bojowy 1 Armii Wojska Polskiego w Mniszewie upamiętniający walki 1 Armii Wojska Polskiego na przyczółku warecko-magnuszewskim, założony w 1977 roku.